# Stafford LeRoy Irwin
Stafford LeRoy Irwin, né le 3 mars 1893 à Fort Monroe, Virginie, et décédé le 23 novembre 1955 à Asheville, Caroline du Nord, était un général de l’armée des États-Unis.

## Biographie
Stafford LeRoy Irwin naît à Fort Monroe, en Virginie, dans une famille de militaires — il est le petit-fils du général Bernard John Dowling Irwin et le fils du général George LeRoy Irwin.
Il étudie à l'académie militaire de West Point ; il fait partie de « la promotion sur laquelle les étoiles tombèrent », en raison du nombre de ses étudiants qui finirent leur carrière en ayant atteint le rang de général (59 étudiants sur 164). À l'issue de sa formation, il est versé, avec le grade de sous-lieutenant (second lieutenant), dans la cavalerie des États-Unis le 12 juin 1915.
Irwin sert dans la cavalerie sous le commandement du général John Pershing lors de l'expédition punitive contre Pancho Villa, au sein du 11e régiment de cavalerie en 1916. Lors de l'engagement des États-Unis dans la Première Guerre mondiale, il est affecté au 80e régiment d'artillerie de campagne ; il est envoyé, en 1917, à l'école d'artillerie de campagne de Fort Sill, où il suit une formation d'artillerie. Promu major dans l'artillerie à titre temporaire, la guerre s'achève avant qu'il n'ait l'occasion de servir à nouveau.
Convaincu par le conflit mondial et son expérience de la guerre de tranchées que l'âge de la cavalerie touche à son terme, Irwin est définitivement versé dans l'artillerie. Dans l'entre-deux-guerres, il reçoit successivement plusieurs affectations. De 1919 à 1920, il est professeur de sciences et de tactiques militaires à l'université Yale. De 1920 à 1924, il sert comme instructeur dans la garde nationale de l'Oklahoma. De 1929 à 1933, il sert comme instructeur à l'école d'artillerie de campagne. De 1933 à 1936, il est affecté aux troupes de réserve. En 1937, il passe une année à l'United States Army War College.
Au cours de la Seconde Guerre mondiale, Irwin est le commandant de l'artillerie de la 9e division d'infanterie après le débarquement en Afrique du Nord ; au cours de la campagne d'Afrique du Nord, il se distingue notamment durant la bataille de Kasserine, en contribuant à arrêter l'offensive de l'Axe pendant les combats autour de Thala en février 1943. Peu avant le débarquement de Normandie (juin 1944), Irwin prend le commandement de la 5e division dans la 3e armée de George Patton.
Irwin termine la guerre en prenant, au printemps 1945, la relève de Manton S. Eddy comme commandant du 12e corps d'armée, un commandement qu'il conserve jusqu'en septembre.
Après la guerre, Irwin retourne aux États-Unis et, en 1946, est promu commandant du 5e corps d'armée ; en 1948, il prend la tête de la division du Renseignement militaire puis achève sa carrière militaire comme commandant des forces américaines en Autriche de 1950 à 1952. Il prend sa retraite en 1952 en raison de problèmes médicaux.
Le lieutenant-général Irwin meurt en 1955 d'une occlusion coronaire à Asheville en Caroline du Nord.